# Поцелуй меня, убийца
«Поцелуй меня, убийца» (англ. Kiss Me Killer) — французский криминальный триллер режиссёра Хесуса Франко.

## Сюжет
После совершения преступления в составе организованной преступной группы один из её членов, Радек, избавляется от всех своих сообщников. Впоследствии он женится на вдове одного из убитых им сообщников. Спустя некоторое время в адрес Радека начинают приходить письма с угрозами, которые шлёт якобы один из умерших, на чьей жене впоследствии женился Радек.

## В ролях
- Франсиско Акоста — Пол Радек
- Жорж Александр — танцор
- Жильда Арансио[фр.] — стриптизёрша
- Алиса Арно[фр.] — Линда
- Анджело Басси — инспектор
- Жак Марбо[фр.]
- Антонио Майанс[исп.]